# نوكوورو
آتول نوكوورو هي جزيرة مرجانية في ولايات ميكرونيسيا المتحدة. توجد في أقصى جنوب البلاد، لا ترتفع أرض الجزيرة إلا قليلاً عن سطح الماء، والملاحظ أن الكثبان الرملية تتجمَّع عند الجهة الغربية والجنوبية الغربية بفعل الرياح الشرقية، فيما تتجمع المساحات الخضراء في الجهة المقابلة المحمية منها. أما المياه داخل الهور (اللاغون) فهي هادئة بصورة عامة وتبرز من خلالها بعض الرؤوس المرجانية، بما فيها أحد أبرز هذه الرؤوس الذي يظهر في وسط الصورة.

## الموقع الجغرافي
تقع نوكوورو إلى الشمال مباشرة من خط الاستواء (3.85 درجة شمالا، 154,9 درجة شرقا)، وهذه الجزيرة المرجانية ذاة الشكل ولطابع الكلاسيكي هي جزء من جزر كارولين، التي تمتد من شمال شرق بابوا غينيا الجديدة في المحيط الهادئ الغربي. (الجزر هي تقريبا شمال وادي القنال، وجنوب شرق جزر غوام وتراك.) أتول نوكوورو هي واحدة من 607 من الجزر التي تشكل ولايات ميكرونيزيا المتحدة.

## اللغة
سكان نوكوورو يتحدثون اللغة ألنوكوورويه، والتي ترتبط ارتباطا وثيقا بلغة الكابينجامارانجية، وهي لهجة من لهجات البولينيزية المتعلقة بتوكيلاو. Nukuoro نوكوورو وكابينجامارانجي Kapingamarangi تشكل أجزاء من حضارات «البولينيزية النموذجية» لواقعه خارج المثلث البولينيزي. من اقول السكان المحليين أن أول الناس الذين جاءوا ليستقر على نوكوورو في القرن 18th كانو من توكيلاو في جنوب المحيط الهادئ، وكان أول لقادمين رجل وطاقم من ستة أشخاص.

## عدد السكان
نحو 900 شخص يعيشون على نوكوورو، البحيرة الشاطئية على بعد 6 كيلومترات (حوالي 3.7 كيلومتر) في القطر. صيد الأسماك، وتربية الحيوانات، والزراعة (القلقاس وجوز الهند) هي المهن الرئيسية. نوكوورو ليس لها أتصال بكثره مع العالم لخارجي لصغر حجمها ورغبت سكانها بلمحافظه على عادتهم وتقاليدهم ألاساسيه ولبدائيه. لا يوجد لديها مهبط لطائرات، وقارب الركاب يذهب ويعود بشكل غير منتظم مرة واحدة فقط في الشهر.